# Ridgeland (Caroline du Sud)
Pour les articles homonymes, voir Ridgeland.
La ville de Ridgeland est le siège du comté de Jasper, situé en Caroline du Sud, aux États-Unis.

## Démographie
| 1910 | 1920 | 1930 | 1940  | 1950  | 1960  |
| ---- | ---- | ---- | ----- | ----- | ----- |
| 330  | 418  | 715  | 1 021 | 1 078 | 1 192 |

| 1970  | 1980  | 1990  | 2000  | 2010  | - |
| ----- | ----- | ----- | ----- | ----- | - |
| 1 165 | 1 143 | 1 071 | 2 518 | 4 036 | - |